# 马氏庄园 (临海)
马氏庄园，俗称马家大透屋，是中华人民共和国浙江省临海市的一处民国时期建筑，位于大田街道下沙屠村，始建于民国18年（1929年），并于次年秋建成。该建筑是临海市内保存比较完整的古建筑之一。2006年12月4日，马氏庄园被列为“临海市重点文物保护单位”。2017年1月13日列入第七批浙江省文物保护单位。

## 历史
马氏庄园的主人马翰卿是当地富绅。建造马氏庄园时，正逢台州水灾、旱灾、虫灾并发，遭遇了几十年难遇的饥荒，马家趁机以极低的价格招募能工巧匠，以工代赈。周边的饥民只求吃饱饭，因此蜂拥而至，不与主人计较工钱。工匠们慢工出细活，做的越久，主人管饭越长，因此马氏庄园用了整整一年多才建好。新宅建成后，马翰卿与三子浩如、四子凭君、五子凭生一起居住在宅内，长子、次子仍居住在新宅东侧的祖屋。
1950年土地改革时，马氏庄园被没收征用，并于1951年12月改为“临海回浦中学东乡分部”（临海市大田中学的前身）校址，至九十年代一直作为公共建筑使用，故庄园的建筑本身保存较为完整。但其内部构件在文化大革命时期局部被毁，近年来，又遭到文物贼盗窃，造成了一定流失。2006年12月4日，马氏庄园被列为“临海市重点文物保护单位”。2015年11月与2016年8月，临海市文保所对马氏庄园部分建筑进行了修缮。2017年1月13日列入第七批浙江省文物保护单位。

## 建筑特点
马氏庄园为临海典型的结合了中西风格的民国时期建筑，整个院落呈“品”字形，共有12个巉墙、3个院落。庄园坐北朝南，包括门廊、正房、东西两厢等几部分，占地1017平方米。前进正透正屋5间，东西两厢各3间，全透11间，东西长逾50米。正透后方的东西两边有大小、形制均相同的两个小透院落，每个院落有8间房。院落后，有后归房6间以及杂房9间，整个庄园共计房屋40余间。正透屋后以及东西横厢后有小花园，高筑灰塑漏窗，花园内有花坛。此外，庄园西南角修有碉楼。
庄园正南方的空地上有大台门，门楣上有依稀可见的“临东中学”字样。护庄河围绕庄园，并由西式水泥钢筋小桥连接两侧。庄园的外墙立面以及台门、窗格、立柱均是西式风格。正屋大门门楼题有“谨敕家风”，东西两侧各有一偏门。门楣石梁镌刻有双凤朝阳。该建筑中仍存有大量的灰塑、木雕与石雕，其中以东西两巉墙上的福禄寿三星灰塑最为精致。内廊地铺水泥，嵌有凤凰图案，石阶透气孔饰有“青天白日旗”图案。